# دانیله برناسکونی
دانیله برناسکونی (انگلیسی: Daniele Bernasconi؛ زادهٔ ۱۳ اوت ۱۹۹۲) بازیکن فوتبال اهل ایتالیا است.
از باشگاه‌هایی که در آن بازی کرده‌است می‌توان به باشگاه فوتبال مونتسا و باشگاه فوتبال پارما اشاره کرد.